# Leonidas Burnias
Leonidas Burnias, gr. Λεωνίδας Μπουρνιάς (ur. 9 maja 1908 w Chios, zm. 11 lipca 1997) – grecki polityk i prawnik, wieloletni parlamentarzysta krajowy, minister, od 1981 do 1984 poseł do Parlamentu Europejskiego I kadencji.

## Życiorys
Studiował prawo na Uniwersytecie Narodowym im. Kapodistriasa w Atenach. Praktykował jako adwokat. Opublikował książkę o greckiej flocie handlowej oraz jedną publikację wspomnieniową.
Należał do Demokratycznej Partii Socjalistycznej Grecji, Greckiego Alarmu oraz Narodowej Unii Radykalnej. Przez wiele kadencji zasiadał w Parlamencie Hellenów, reprezentując okręg Chios (1950–1952, 1956–1967). Zajmował stanowiska wiceministra spraw wewnętrznych (1947) i handlu morskiego (1952–1956). Był następnie ministrem pracy (od lutego 1956 do marca 1958) oraz przemysłu (od listopada 1962 do czerwca 1963). Jednocześnie przez kilka kadencji reprezentował Grecję w Zgromadzeniu Parlamentarnym Rady Europy.
W latach 1974–1981 ponownie był członkiem legislatywy z ramienia Nowej Demokracji, od 1977 do 1980 będąc wiceprzewodniczącym izby. Od 1 stycznia do 2 listopada 1981 wykonywał mandat posła do Parlamentu Europejskiego w ramach delegacji krajowej, w październiku 1981 wybrany w wyborach powszechnych. Zasiadł w prezydium Europejskiej Partii Ludowej (1982–1984), należał m.in. do Komisji ds. Kwestii Politycznych.
Był żonaty z Wasiliki Burnias, mieli dzieci i wnuki. Poświęcono mu książkę biograficzną opublikowaną w 2018 roku.